# Agadir
Agadir (arabiska أڴادير, berberspråk (amazigh) ⴰⴳⴰⴷⵉⵔ) är en kuststad i södra Marocko. Staden förstördes av en kraftig jordbävning den 29 februari 1960, vilket resulterade i 12 000–20 000 döda, och fick sedan byggas upp på nytt. Stadens centrum lades då på ett mindre utsatt område söder om den gamla staden. Återuppbyggnaden bidrog till att locka till sig turister, då stadsplanen anpassades för turistnäring.
Agadir har drygt 400 000 invånare. Stadens storstadsområde, Grand Agadir, har omkring 1 miljon invånare och inkluderar bland annat städerna Aït Melloul, Dcheïra El Jihadia och Inezgane.[källa behövs] Agadir är administrativ huvudort för regionen Souss-Massa samt för prefekturen Agadir-Ida-Ou-Tanane.
Staden ligger vid atlantkusten, nära foten av Atlasbergen, precis norr om platsen för Soussflodens utflöde i havet. Det är idag en viktig fiske- och handelshamn, som exporterar bland annat kobolt, mangan, zink och citrusfrukter. Agadir är också känt för sin havsinspirerade mat och sitt jordbruk. Staden använder sig av den internationella flygplatsen Agadir-Al Massiras flygplats. Det finns även en andra flygplats utanför Agadir, som heter Agadir Inezgane Airport.
Motorvägen A3 går från Agadir till Marrakech och Casablanca.
I Agadir finns en mäktig borg, en kasbah, från portugisisk tid, 1505–1541.

## Etymologi
Ordet agadir är berbiska för "mur, befästning, stad". Det är ett feniciskt lånord.

## Turism

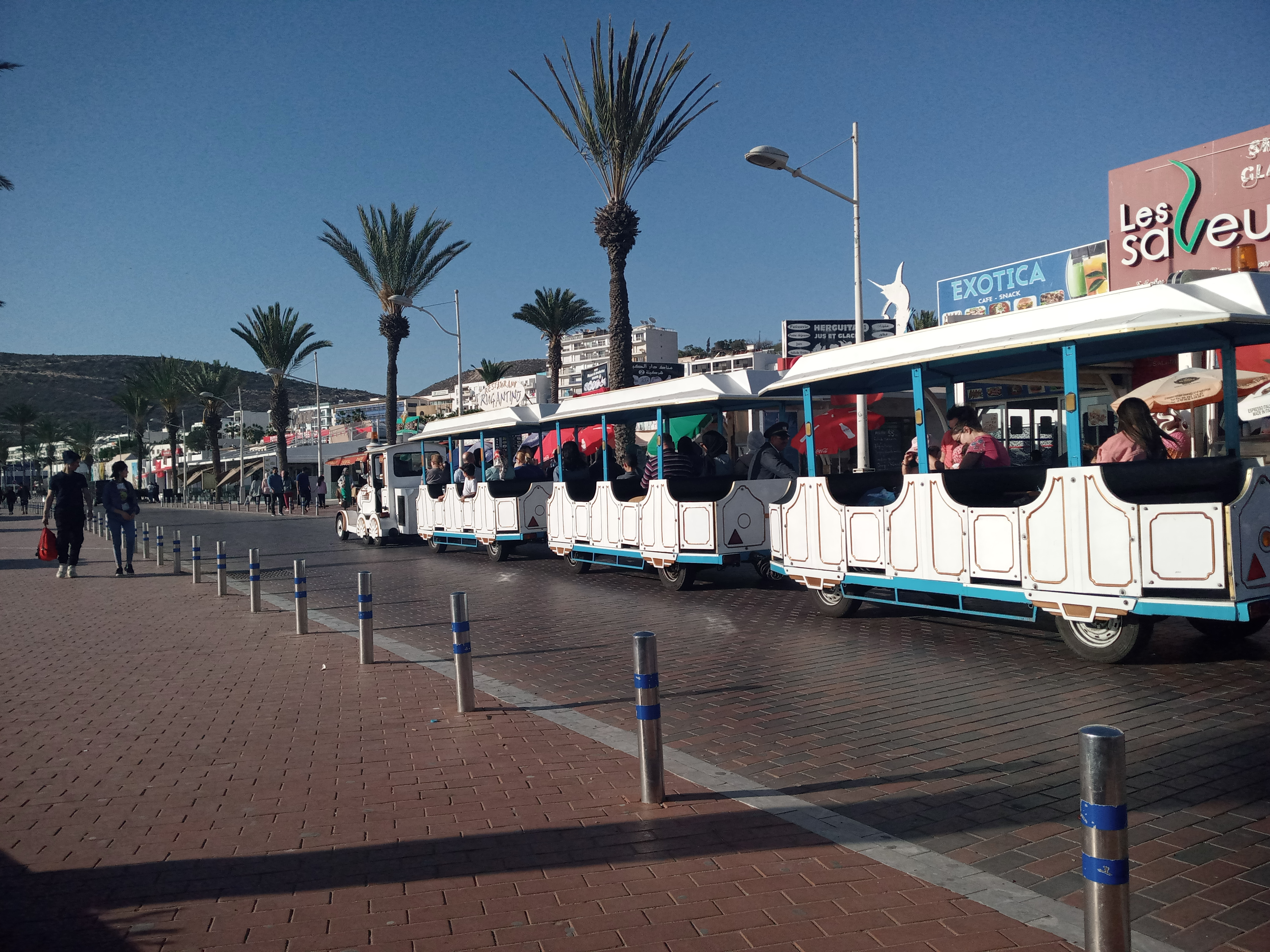
Gatutåg

Agadir är idag en viktig turistort. Det milda vinterklimatet (januari har en medeltemperatur på dagen kring 20 °C) och goda stränder har gjort det till ett populärt resmål för nordeuropéer som söker sol under vintermånaderna.
Agadir är känt för sin långa strand och många hotell. På grund av sina stora byggnader, breda vägar och moderna hotell, samt de Europainfluerade kaféerna, är Agadir inte en typisk marockansk stad. I staden finns en lokal marknad kallad Souk Al-Had där man kan köpa elektronik, möbler, kryddor, kläder, souvenirer och mycket mer. Att pruta är i regel mycket viktigt, och de priser försäljare anger inledningsvis är i allmänhet inte fasta.

## Stadsdelar
De huvudsakliga stadsdelarna är:
- Secteur Touristique
- Les Amicales
- Centre-ville
- Nouveau Talborjt
- Cité Suisse
- Dakhla
- Anza
- L'Erac
- Quartier Industriel
- Quartier Residentiel

## Bildgalleri

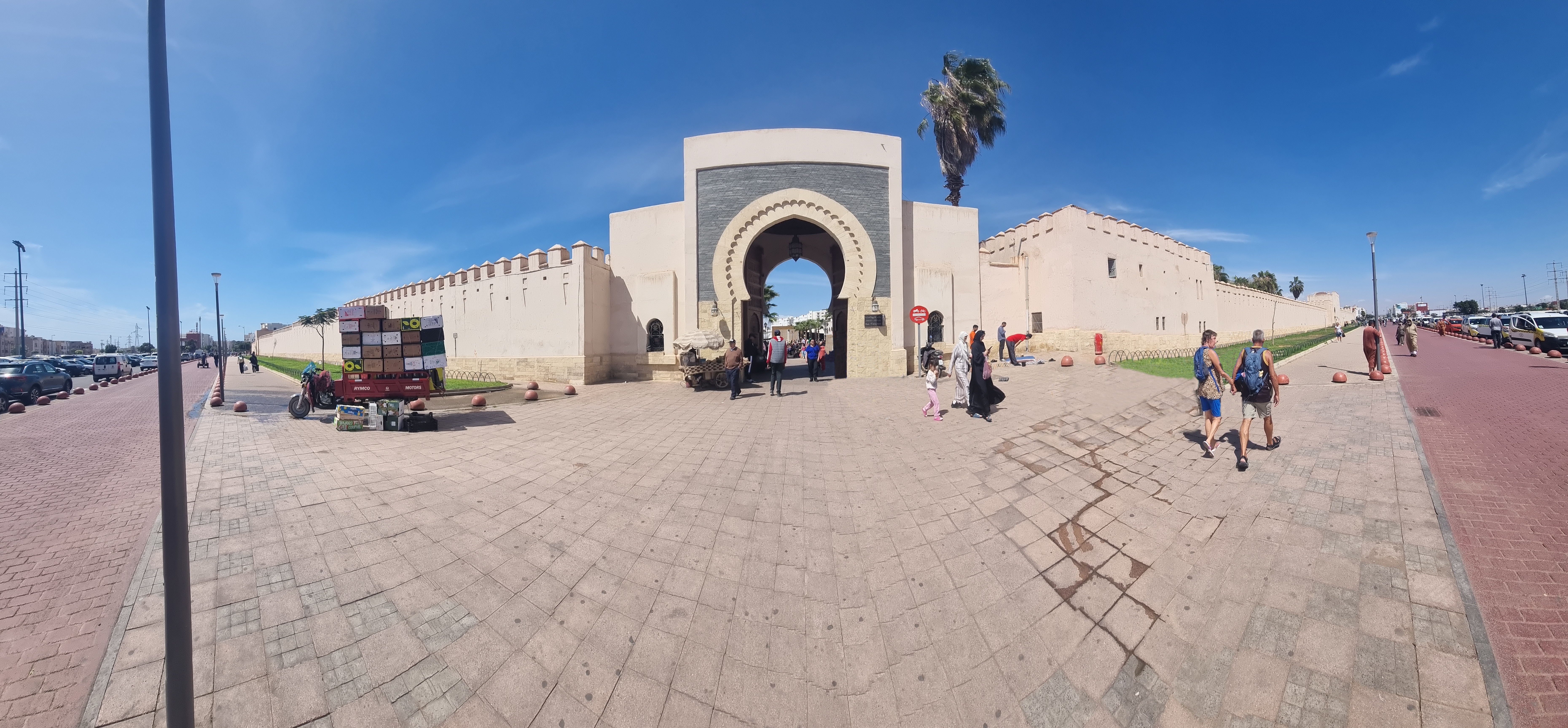
Marknaden Souk Al-Had sedd utifrån.
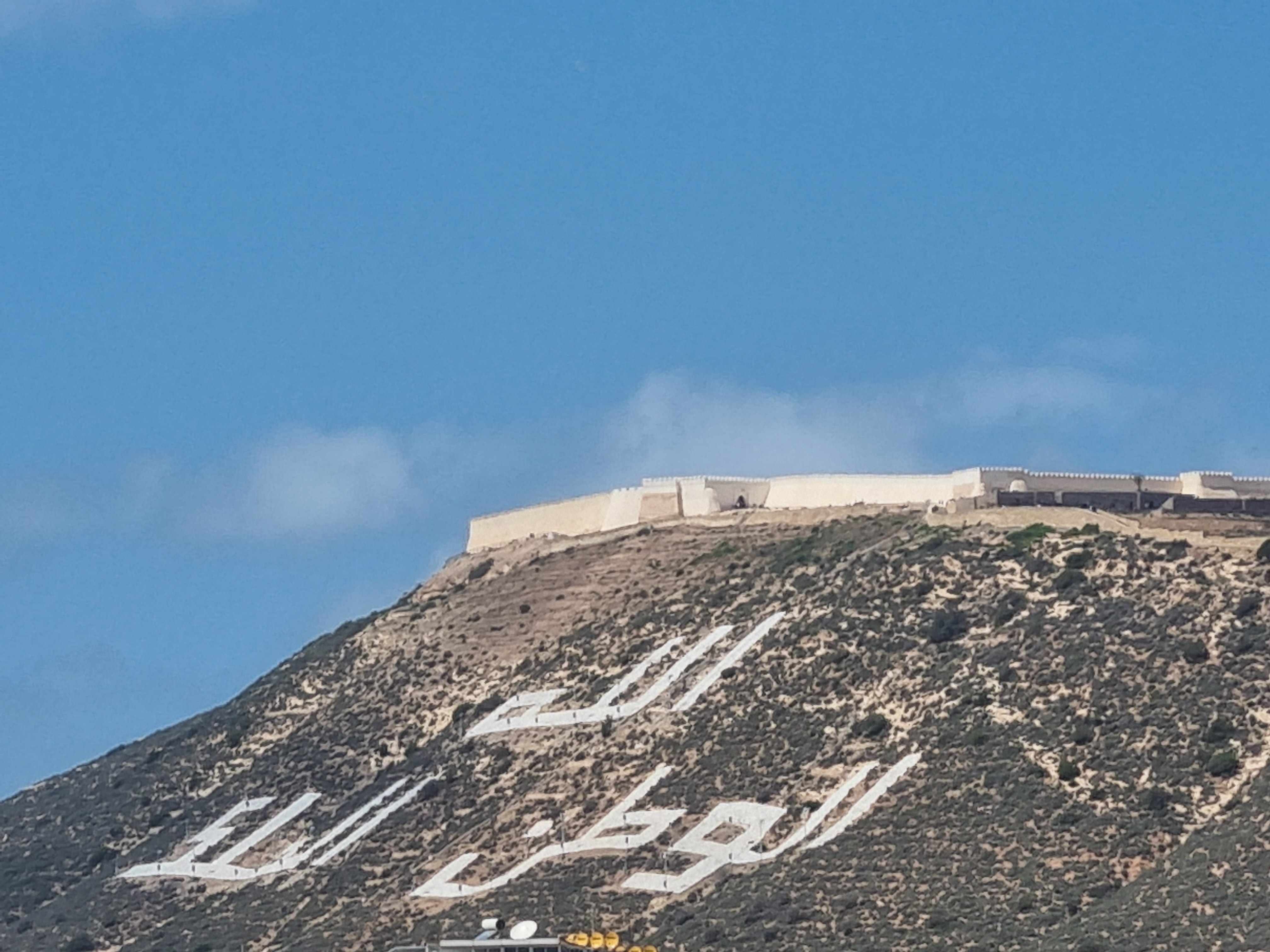
Kasbah Oufla, fortet som var vid det gamla Agadir innan jordbävningen 1960.
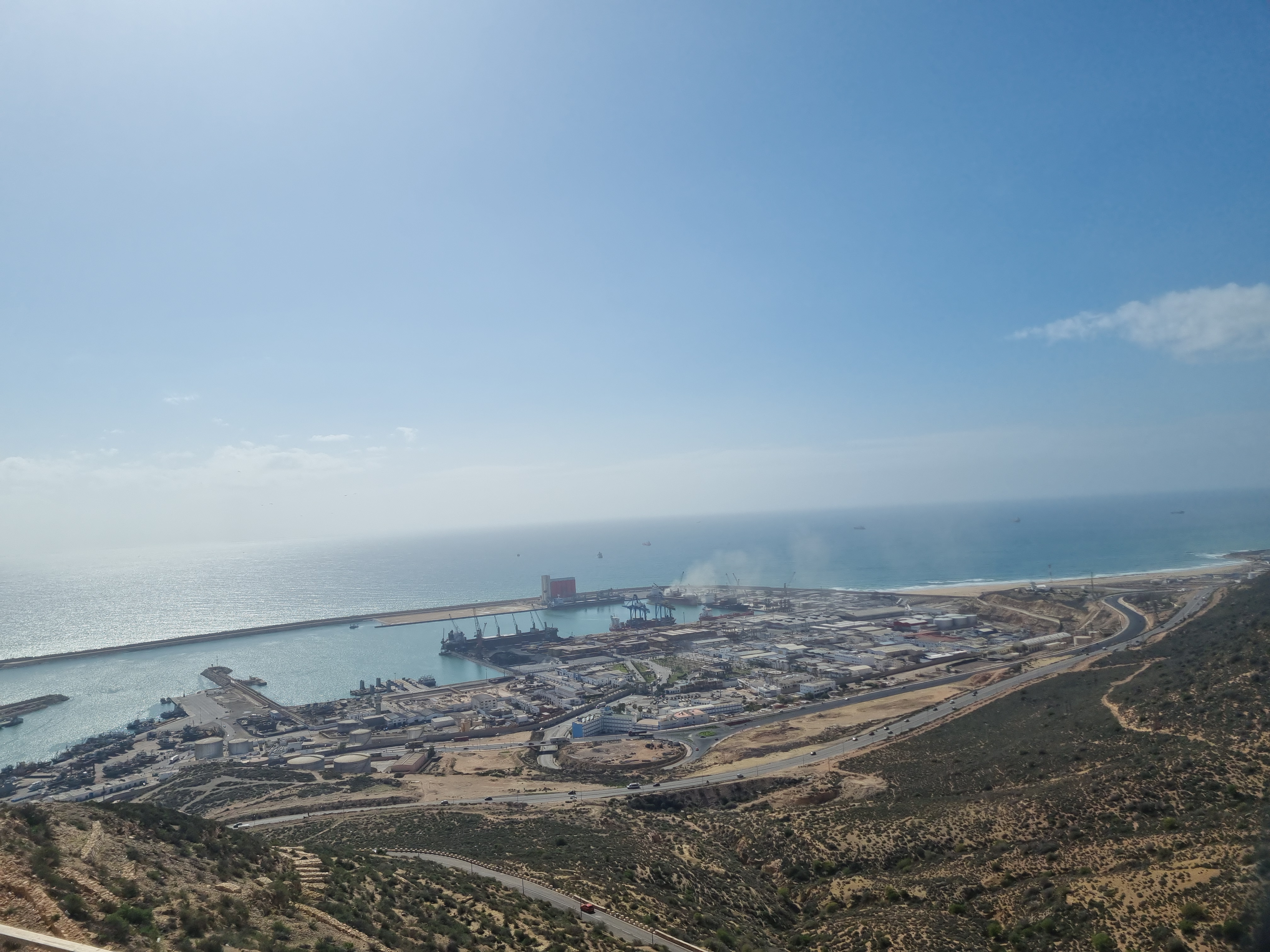
Handelshamnen i Agadir sedd från Kasbahn.
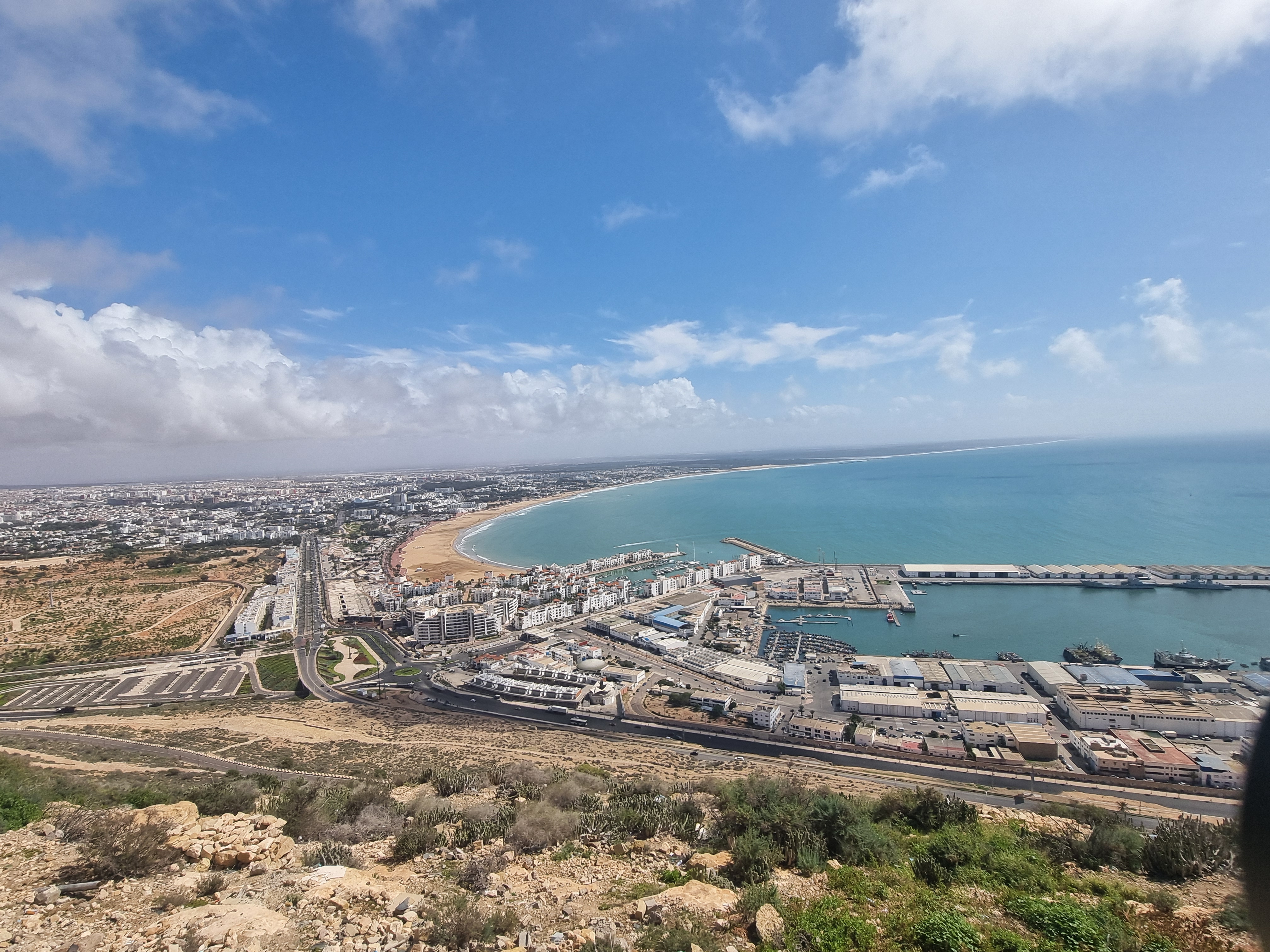
Det moderna Agadir med dess långa strand och fiskehamn till höger.